# برنامج الحفاظ على السمع
برنامج الحفاظ على السمع هو برنامج مُصمّم لمنع فقدان السمع بسبب الضوضاء. تتطلب برامج الحفاظ على السمع معرفة عوامل الخطر مثل الضوضاء والسمية الأذنية والسمع وفقدان السمع والتدابير الوقائية لمنع فقدان السمع في المنزل والمدرسة والعمل وفي الجيش وفي المناسبات الاجتماعية والترفيهية والمتطلبات التشريعية. فيما يتعلق بالتعرضات المهنية للضوضاء، فإن إدارة السلامة والصحة المهنية (OSHA) تطلب برنامجًا للحفاظ على السمع "متى كانت تعرضات الموظفين للضوضاء تساوي أو تتجاوز متوسط مستوى الصوت المرجح زمنيًا لمدة 8 ساعات (TWA) البالغ 85 ديسيبل (dB) قياسًا على مقياس (الاستجابة البطيئة) أو كانت تعرضات الموظفين تُكافئ جرعة بنسبة خمسين بالمئة." يُعرف هذا المتوسط المرجح زمنيًا لمدة 8 ساعات بقيمة التعرض للضوضاء في العمل. في حين أن إدارة السلامة والصحة في المناجم (MSHA) تتطلب أيضًا برنامجًا للحفاظ على السمع، إلا أنها لا تتطلب برنامجًا مكتوبًا للحفاظ على السمع. يمكن العثور على متطلبات برنامج الحفاظ على السمع التابع لإدارة السلامة والصحة في المناجم في قانون اللوائح الفدرالية 30 CFR § 62.150، وهي مشابهة جدًا لمتطلبات برنامج الحفاظ على السمع التابع لإدارة السلامة والصحة المهنية. لذلك، سيُناقَش معيار إدارة السلامة والصحة المهنية 29 CFR 1910.95 بالتفصيل فقط.
وفقًا لأليس ساتر، فإن أصحاب العمل لا ينفذون هذه البرامج تنفيذا فعالا، ومعدات الحماية الشخصية لا تحمي العمال حماية جيدة، ولا يُخففون خطر فقدان السمع.